# Homalium subcordatum
Homalium subcordatum är en videväxtart som beskrevs av L.A. Craven. Homalium subcordatum ingår i släktet Homalium och familjen videväxter. Inga underarter finns listade i Catalogue of Life.